# Ligia latissima
Ligia latissima là một loài chân đều trong họ Ligiidae. Loài này được Verhoeff miêu tả khoa học năm 1926.